# Work Song (chanson de Nat Adderley)

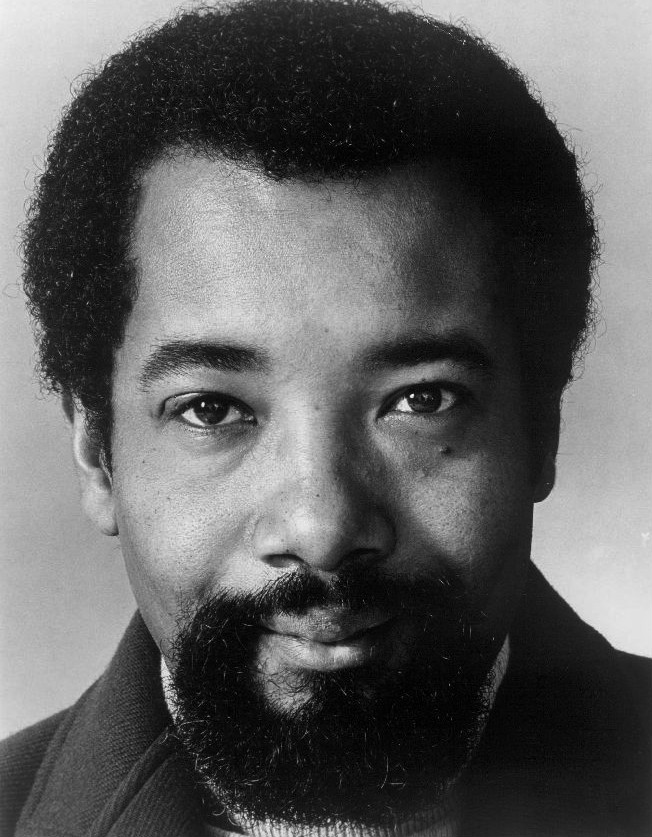
Nat Adderley en 1969.

« Work Song » est un chant de travail et un standard de jazz du trompettiste américain Nat Adderley et de l'écrivain Oscar Brown Jr. La composition a été enregistrée pour la première fois sur l'album studio éponyme d'Adderley de 1960 (en), qui a été chaleureusement accueilli par les critiques. « Work Song » est l'une des compositions les plus connues d'Adderley.
La chanson n'était à l'origine qu'un instrumental, mais Oscar Brown Jr. a inclus les paroles dans une reprise publiée l'année suivante sur son album, Sin & Soul .

## Historique

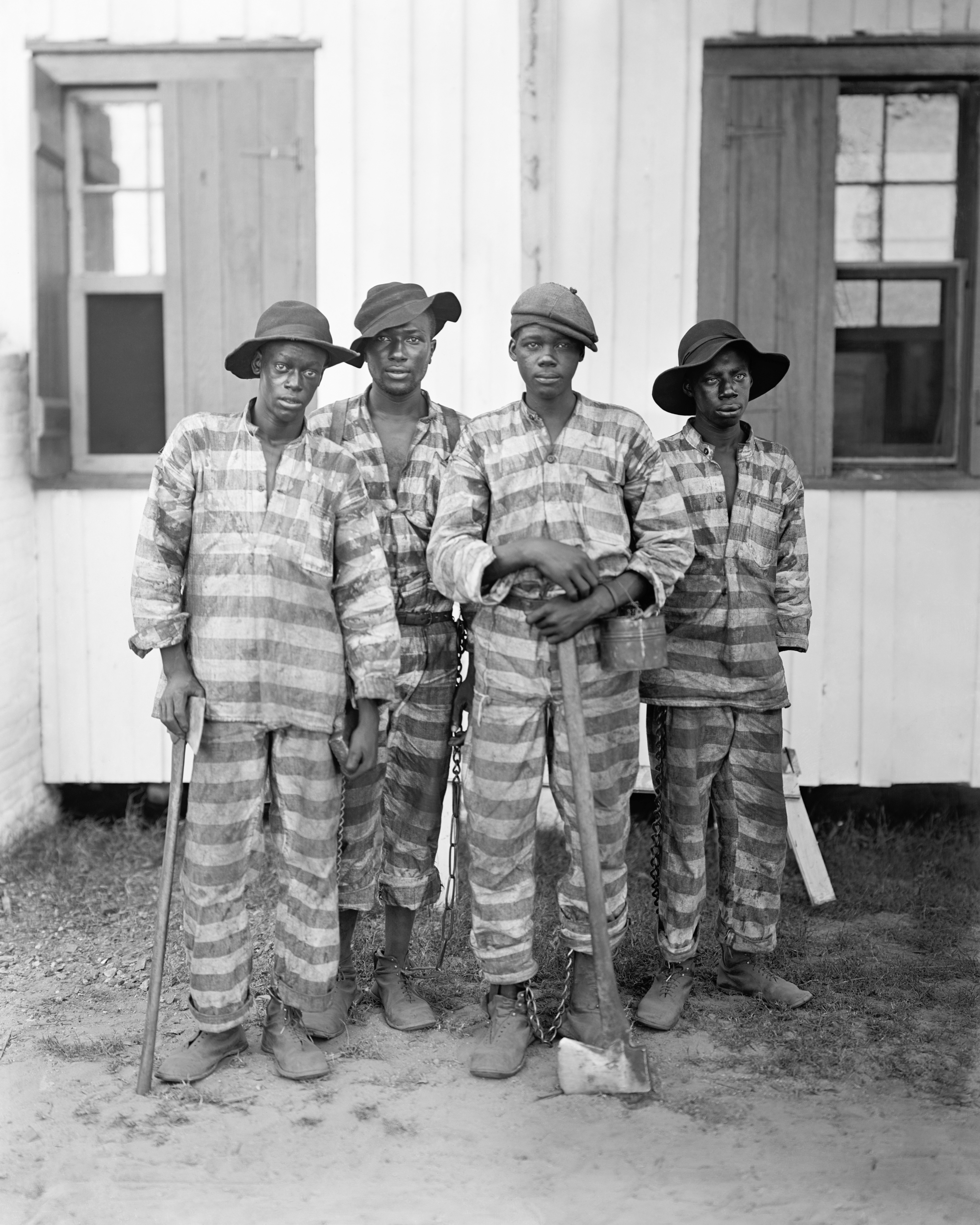
Photographie d'une chaîne du Sud vers 1903.

"Work Song" a été inspiré par un souvenir d'enfance de Nat Adderley quand il a vu une chaîne de prisonniers chanter en travaillant alors qu'ils pavaient la rue devant sa maison familiale en Floride.

## Composition musicale
La composition est un blues de 16 mesures en fa mineur .
| F-7 | •/• | •/•    | •/• |
| F-7 | •/• | C7     | •/• |
| F-7 | •/• | •/•    | •/• |
| F7  | Bb7 | Db7 C7 | F-7 |

Selon le Penguin Guide to Jazz, « Work Song est  véritable classique, bien sûr, imprégné d'une touche de blues funky mais marqué par un jeu lyrique inattendu » . Dans une analyse musicale du style bebop improvisé d'Adderley, Kyle M. Granville écrit que la chanson est « liée au style soul-jazz dans lequel Nat Adderley et son frère Cannonball Adderley se sont immergés au milieu des années 1960 » .

## Remarques
1. ↑  Indique que l'accord précédent est répété. voir: Grille harmonique

## Reprises
Cette composition a été reprise dans Sing Sing Song, la chanson swing-jazz à succès de Claude Nougaro, enregistrée sur son premier album Bidonville en 1966.